# Keeler (Californie)
Keeler est une census-designated place du comté d'Inyo, dans l'État de Californie, aux États-Unis,. En 2020, elle compte une population de 71 habitants.